# Tarashankar Bandyopadhyay

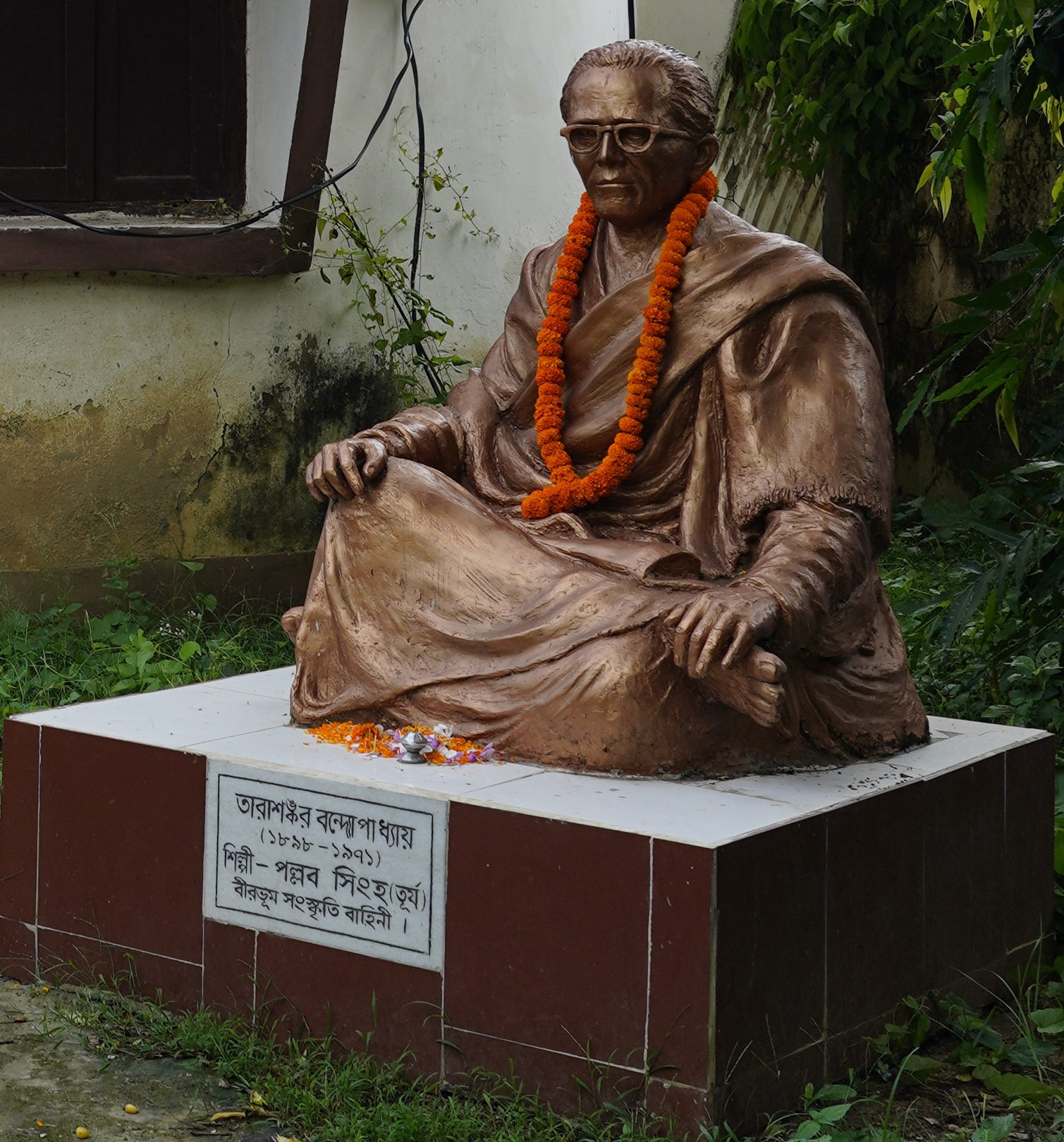
Denkmal vor seinem Wohnhaus in Labhpur

Tarashankar Bandyopadhyay (bengalisch তারাশঙ্কর বন্দ্যোপাধ্যায়; * 23. Juli 1898 in Labhpur, Distrikt Birbhum; † 14. September 1971) war ein indischer Schriftsteller, der seine Werke in bengalischer Sprache verfasste. Er gilt in seinem Sprachraum als einer der bekanntesten Schriftsteller des 20. Jahrhunderts. Er war in den Jahren 1928 bis 1966 mit 200 Kurzgeschichten überaus produktiv. Er schrieb etwa 50 Romane, verfasste 53 Erzähl- und vier Essaybände teils beachtlichen Umfangs, zwölf Theaterstücke, vier Autobiografien und zwei Reiseberichte. Darüber hinaus komponierte er mehrere Lieder. Neben seinen beiden Nominierungen für den Literaturnobelpreis 1971 und zwei Jahre später posthum wurde er in den 1960er Jahren vielfach geehrt und ausgezeichnet. Die wichtigsten Preise sind der Rabindra Uraskar, der wichtigste, von der Regierung verliehene Literaturpreis im indischen Teilstaat Westbengalen, der Sahitya Akademi Award, der Jnanpith Award, der Padma Shri und der Padma Bhushan.

## Leben und Arbeit
Tarashankar Bandyopadhyay wurde in eine wohlhabende, aristokratische Familie geboren. Sein Vater war Haridas Bandyopadhyay, seine Mutter Prabhabati Devi stammte aus der Gegend von Patna, gehörte der katholischen Kirche an und war gut ausgebildet. Er war der Erstgeborene und hatte eine Schwester sowie zwei Brüder. Aus westlicher Sicht kann man diesen Haushalt dem Bildungsbürgertum zuordnen, denn der Vater besaß eine „gute Bibliothek“ sowie zahlreiche Abonnements von Tageszeitungen und Zeitschriften, obwohl er über keinen Schulabschluss verfügte. Der Vater verstarb, als Bandyopadhyay acht Jahre alt war. Auch die Mutter, die unter anderem Englisch sprach, war sehr um die Erziehung und Bildung der Kinder bemüht.
Nach dem Tod des Vaters zog dessen Schwester mit ihrem Mann zu der jungen Familie. Diese Tante entwickelte eine große Liebe zu dem Jungen und förderte ihn nach Kräften. Von den beiden Frauen wurde er stark geprägt, da sie entscheidenden Einfluss auf ihn hatten in Bezug auf Stolz und Respekt, einer Familie mit einem kleinen Wohlstand in einer Gesellschaft unter Law and Order und einem geordneten Rechts- und Bildungssystem anzugehören. Mit Liebe und Fürsorge inspirierten sie ihn, früh zu lesen. Zu seiner damals gelesenen Literatur gehörten Werke von Bankim Chandra Chattopadhyay, Rabindranath Tagore und Vivekananda. Seinen Patriotismus könnte er von den Beschreibungen um den Märtyrer Khudiram Bose und den Fall der militanten Gang Alipore Bome aufgenommen haben.

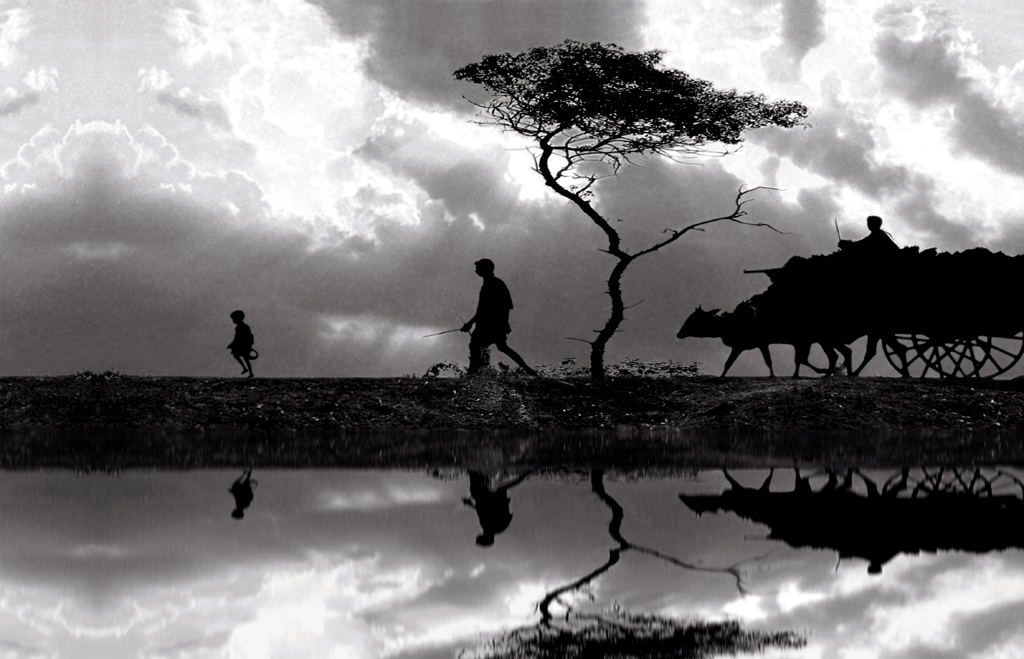
Landwirtschaftliches Gepräge in Birbhum

Die ländliche Gegend war zu dieser Zeit geprägt von dem Niedergang der Großgrundbesitzer, die er in intimer Weise in seinen Werken porträtieren sollte. Nach seiner regulären Schulausbildung wurde er 1916 an der Labhpur Jadablal H. E. School aufgenommen, wechselte dann an das St. Xavier’s College in Kalkutta und anschließend an das South Suburban College (heute Asutosh College). Während seiner Zeit am St. Xavier’s College in den frühen 1920er Jahren gehörte er zu den ersten Befürwortern der Unabhängigkeit Indiens und schloss sich der Nichtkooperationsbewegung an, die von Mahatma Gandhi ins Leben gerufen worden war. Die Besatzungsmacht Großbritannien war zu dieser Zeit auf dem Höhepunkt ihrer Macht.
Seinen Studienabschluss konnte Bandyopadhyay aufgrund seiner angeschlagenen Gesundheit und seines politischen Engagements nicht machen. War er anfangs noch vom Marxismus fasziniert und hielt ihn in ländlichen Strukturen für „unfehlbar“, folgte er später der Lehre Gandhis und seiner Bewegung des Zivilen Ungehorsams, für den er 1930 verhaftet wurde. Bis über seinen Tod hinaus wurde kolportiert, die Kommunisten hätten ihn ‚vereinnahmen‘ wollen. Um dies zu entkräften, schrieb Tarashankar noch zu Lebzeiten dazu: „Viele haben mich als vom Marxismus beeinflusst wahrgenommen. Aber ich habe weder Das Kapital von Marx noch ein anderes seiner Bücher gelesen. Ich habe einige Aufsätze über den Marxismus in Bengali gelesen. Ich stütze mich auf direkte Erfahrungen, aus denen ich meine Schlussfolgerungen gezogen habe.“ Als Verfechter der Unabhängigkeitsbewegung wurde er 1930 verhaftet und in seinem Dorf interniert, weil er sich einer radikalen militanten Jugendgruppe angeschlossen hatte. Dieses prägende Erlebnis veranlasste ihn dazu, sich der Literatur zu widmen. Bereits als Jugendlicher hatte er schon Gedichte geschrieben und 1928 seine erste Kurzgeschichte veröffentlicht. 1932 traf er in Santiniketan zum ersten Mal den Philosophen und Literaturnobelpreisträger Rabindranath Tagore. Im Anschluss schrieb er seinen ersten Roman Chaitali Ghurni, der noch im selben Jahr veröffentlicht wurde.
Die von ihm gewählten Sujets waren in der bengalischen Literatur neu und ungewöhnlich: Zum ersten Mal wurden sozioökonomische Aspekte zusammen mit Geschichten über das „wahre, menschliche Leben“ und über Sehnsüchte behandelt. Der erste Roman Chaitali Ghurni (Chaitra-Sturm), in dem der Zerfall eines Dorfes beschrieben wird, und sein zweiter Roman Pashan Puri (Die Steinkammer) über das Leben und die Charaktere im britischen Gefängnis sind authentische Themen aus erster Hand. Auch viele der nachfolgenden Werke handeln von einfachen Menschen, die in ihren jahrhundertealten Traditionen verwurzelt sind.
Nach den Erfolgen seiner ersten Romane sprühte Bandyopadhyay vor Arbeitseifer, gepaart mit der Hoffnung, ein neuer Impuls würde das Bewusstsein der Menschen positiv bestimmen. Auf der Schriftstellerkonferenz der Antifaschistischen Schriftsteller- und Künstlervereinigung im Dezember 1942 in der University Institute Hall rief er die „gebildeten und ungebildeten Massen Bengalens“ dazu auf, sich gemeinsam mit der bengalischen literarischen Gemeinschaft für die Zukunft einzusetzen: „Schaffe, schaffe das Lied des neuen Lebens.“ Während dieses Kongresses wurde er zum Präsidenten der Antifaschistischen Schriftsteller- und Künstlervereinigung in Bengalen gewählt.
Seine Werke aus dieser Zeit sind Psychogramme einzelner Protagonisten: Rai Kamal von 1934 ist eine bittersüße Liebesgeschichte über drei wandernde Vaishnava-Bettelmönche, Kavi von 1945 begleitet eine nomadische Truppe von Tänzerinnen und Prostituierten, denen sich ein Dichter angeschlossen hat, und in Bicharok (Der Richter) von 1958 muss ein Richter in einem Mordfall, der ihn traumatisch an ein Ereignis in seinem eigenen Leben erinnert, ein Urteil fällen. Fast spröde kommt Bandyopadhyay mit wenigen Charakteren aus, die prägnant dargestellt werden, so wie auch in seinen späteren Kurzgeschichten mittels eines sehr „kontrollierten Einsatzes der Sprache“ überraschende Effekte erzielt werden. Speziell dieser Stil wurde von Tagore, mit dem Bandyopadhyay vor allem in den Jahren 1937 bis 1939 in engem Briefkontakt stand, sehr geschätzt.
Im Gegensatz zu vielen seiner zeitgenössischen bengalischen Schriftstellerkollegen schrieb Bandyopadhyay in den 1930er und 40er Jahren nicht vom westlichen Stil beeinflusste Werke mit Reminiszenzen an Werke wie Kapitalismus als Religion von Walter Benjamin; vielmehr besann er sich ganz der traditionellen, heimischen Lebenswirklichkeit, die im ländlichen oder familiären Umfeld beheimatet ist und von seinen Lesern sehr geschätzt wurde. Trotz vielfach epischer Länge dieser Romane besticht die einfache und äußerst natürliche Qualität der „Geschichtenerzählungen“. Etliche dieser Geschichten wurden im Laufe der Jahre verfilmt.
Im Jahr 1952 wurde er zum Mitglied der gesetzgebenden Versammlung von Westbengalen ernannt und stieg bis 1960 als Mitglied des West Bengal Vidhan Parishad in der Hierarchie weiter auf, verließ dann aber dieses Gremium wieder. Im Jahr 1957 besuchte er die Sowjetunion, um dem Vorbereitungskomitee der Afro-Asiatischen Schriftstellervereinigung beizutreten. In seinen Romanen dieser Zeit befasste er sich mit dem Phänomen der Massenbewegungen; sowohl als Politiker als auch als Schriftsteller – beispielhaft bei der Afro-Asiatischen Schriftstellerkonferenz – folgte er jedoch nicht dem gesellschaftlichen Mainstream. Später reiste er auf Einladung der chinesischen Regierung als Leiter der indischen Schriftstellerdelegation zur Afro-Asiatischen Schriftstellervereinigung nach Taschkent.
Tarashankar Bandyopadhyay heiratete 1916 Umashashi Devi. Ihr ältester Sohn Sanatkumar Bandyopadhyay wurde 1918 geboren, der jüngste Sohn Saritkumar Bandyopadhyay 1922, die älteste Tochter Ganga 1924, die zweite Tochter Bulu 1926, die jedoch 1932 verstarb, und die jüngste Tochter Bani 1932.

## Ehrungen
1955 wurde er von der Regierung von Westbengalen mit dem Rabindra Puraskar ausgezeichnet. Im Jahr 1956 erhielt er den Sahitya Akademi Award. Im Jahr 1959 erhielt er die Jagattarini-Goldmedaille der University of Calcutta und leitete die All India Writer’s Conference in Madras. Im Jahr 1960 trat er aus der Legislativversammlung von Westbengalen aus, wurde jedoch vom indischen Präsidenten ins Parlament berufen. Von 1960 bis 1966 war er Mitglied des Rajya Sabha. Im Jahr 1962 wurde er mit dem Padma Shri ausgezeichnet. Der Tod seines Schwiegersohnes brach ihm jedoch das Herz, und um sich abzulenken, begann er zu malen und Holzspielzeug herzustellen. Im Jahr 1963 erhielt er den Sisirkumar-Preis. Im Jahr 1966 trat er aus dem Parlament aus und leitete die Nagpur Bengali Literature Conference. Im Jahr 1966 gewann er als zweiter Preisträger den Jnanpith-Preis und 1969 erhielt er den Padma Bhushan und wurde von der Calcutta University und der Jadavpur University mit dem Titel Doktor der Literatur geehrt.
Am 24. August 1968 wurde ihm ebenfalls von der University of Calcutta die Ehrendoktorwürde verliehen. Im Jahr 1969 wurde ihm die Mitgliedschaft in der Sahitya Akademi verliehen, 1970 wurde er Präsident der Bangiya Sahitya Parishad/Vangiya Sahitya Parishad. Im Jahr 1971 hielt er die Nripendrachandra-Gedenkvorlesung an der Visva-Bharati University und die D.-L.-Roy-Gedenkvorlesung an der University of Calcutta.

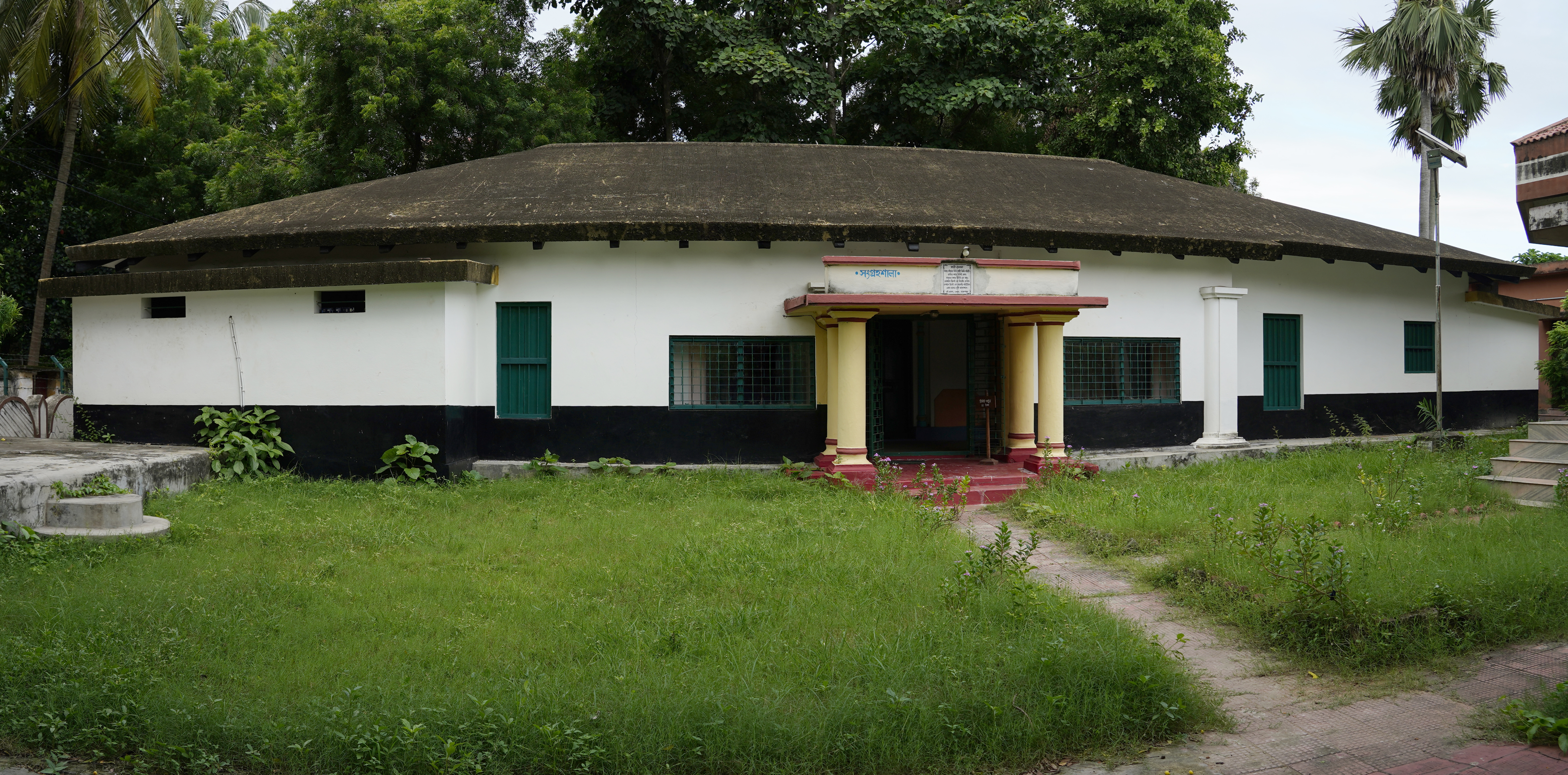
Dhatridebata, Zustand 2023

## Museum
Im Jahr 2021 wurde das Wohnhaus von Bandhopadhyay in Labhpur Dhatridebata von Anwohnern und seiner Familie mit Unterstützung der Regierung von Westbengalen in zweijähriger Bauzeit zu einem Museum umgebaut. Es beherbergt mehrere persönliche Gegenstände und Fotografien. Zuvor war das um 1800 entstandene Gebäude mehr und mehr verfallen und drohte einzustürzen.